# Vila urbană în care a locuit muzicologul și pedagogul V. P. Gutora (Chișinău)
Vila urbană în care a locuit muzicologul și pedagogul V. P. Gutora este o clădire amplasată pe bd. Ștefan cel Mare, 167 în Chișinău, Republica Moldova. Este un monument istoric și arhitectural de importanță națională inclus în Registrul monumentelor Republicii Moldova ocrotite de stat cu nr. 348 (municipiul Chișinău). Datează de la sf. sec. XIX – înc. sec. XX.